# Вештачки хромозоми бактерија
Вештачки хромозоми бактерија (енгл. bacterial artificial chromosomes, BAC) плазмидни су вектори базирани на плазмидима који поседују фактор плодности (енгл. F- fertility factor, F plasmid), а који се користе за трансформацију и клонирање у бактеријама, по правилу E. coli. Ф-плазмиди играју важну улогу јер садрже информације (гене) који доприносе правилној дистрибуцији плазмида након деобе бактеријске ћелије. Предност ових вектора је велики капацитет за клонирање који омогућава да се клонирају фрагменти (инсерти) дужине 150-350 кбп (кило базних парова). Вештачки хромозом бактериофага П1 (енгл. P1 phage) је сличан вектор за клонирање, настао од ДНК молекула П1 бактериофага.
Вештачки хромозоми бактерија се често користе приликом секвенцирања генома организама у пројектима секвенцирања генома, какав је на пример пројекат људског генома. Кратак фрагмент ДНК молекула организма се амплификује као инсерт у оваквом плазмиду за клонирање, а затим се врши секвенцирање. Коначно, секвенцирани делови се сортирају in silico , а као резултат добијамо секвенцирани геном организма. Вештачки хромозоми бактерија су замењени бржим и лакшим методама за секвенцирање међу којима је и секвенцирање нове генерације.